# Bahnstrecke München-Freimann–München-Schwabing
| Streckennummer (DB): | 5568                 |                                        |                                        |
| Streckenlänge: | 3,55 km              |                                        |                                        |
| Spurweite: | 1435 mm (Normalspur) |                                        |                                        |
| Minimaler Radius: | 400 m                |                                        |                                        |
| |                      |                                        |                                        |
| \| \| \| von München-Trudering (Nordring) \| \| \| \| 0,000 \| München-Freimann \| München-Freimann \| \| \| \| nach Steinwerk (Nordring) \| \| \| \| 1,180 \| Anschluss Shell-Tanklager \| Anschluss Shell-Tanklager \| \| \| 1,550 \| Frankfurter Ring \| Frankfurter Ring \| \| \| 1,600 \| Anschluss Funkkaserne \| Anschluss Funkkaserne \| \| \| 2,010 \| Anschluss Dahmit/Haniel \| Anschluss Dahmit/Haniel \| \| \| 2,240 \| Anschluss Raab Karcher \| Anschluss Raab Karcher \| \| \| 2,330 \| Anschluss Siemens-Schuckert (ab 1958) \| Anschluss Siemens-Schuckert (ab 1958) \| \| \| 2,400 \| (Streckenende 1987–1995) \| (Streckenende 1987–1995) \| \| \| 2,762 \| Schenkendorfstraße \| Schenkendorfstraße \| \| \| 2,800 \| Anschluss Lokomotivfabrik J. A. Maffei \| Anschluss Lokomotivfabrik J. A. Maffei \| \| \| \| von München-Milbertshofen (bis 1947) \| \| \| \| 3,554 \| München-Schwabing \| 508 m \| \| \| \| \| \| \| Quellen: [1][2] \| \| \| \| |                      |                                        |                                        |
| Strecke |                      | von München-Trudering (Nordring)       | von München-Trudering (Nordring)       |
| Dienststation / Betriebs- oder Güterbahnhof | 0,000                | München-Freimann                       | München-Freimann                       |
| Abzweig ehemals geradeaus und nach rechts |                      | nach Steinwerk (Nordring)              | nach Steinwerk (Nordring)              |
| Abzweig geradeaus und nach rechts (Strecke außer Betrieb) | 1,180                | Anschluss Shell-Tanklager              | Anschluss Shell-Tanklager              |
| Bahnübergang (Strecke außer Betrieb) | 1,550                | Frankfurter Ring                       | Frankfurter Ring                       |
| Abzweig geradeaus und nach links (Strecke außer Betrieb) | 1,600                | Anschluss Funkkaserne                  | Anschluss Funkkaserne                  |
| Abzweig geradeaus und nach links (Strecke außer Betrieb) | 2,010                | Anschluss Dahmit/Haniel                | Anschluss Dahmit/Haniel                |
| Abzweig geradeaus und nach links (Strecke außer Betrieb) | 2,240                | Anschluss Raab Karcher                 | Anschluss Raab Karcher                 |
| Abzweig geradeaus und von rechts (Strecke außer Betrieb) | 2,330                | Anschluss Siemens-Schuckert (ab 1958)  | Anschluss Siemens-Schuckert (ab 1958)  |
| | 2,400                | (Streckenende 1987–1995)               | (Streckenende 1987–1995)               |
| Brücke (Strecke außer Betrieb) | 2,762                | Schenkendorfstraße                     | Schenkendorfstraße                     |
| Abzweig geradeaus und nach links (Strecke außer Betrieb) | 2,800                | Anschluss Lokomotivfabrik J. A. Maffei | Anschluss Lokomotivfabrik J. A. Maffei |
| Abzweig geradeaus und von rechts (Strecke außer Betrieb) |                      | von München-Milbertshofen (bis 1947)   | von München-Milbertshofen (bis 1947)   |
| Betriebs-/Güterbahnhof Streckenende (Strecke außer Betrieb) | 3,554                | München-Schwabing                      | 508 m                                  |
| |                      |                                        |                                        |
| Quellen: |                      |                                        |                                        |

Die Bahnstrecke München-Freimann–München-Schwabing war eine eingleisige, nicht elektrifizierte Nebenbahn im Stadtgebiet von München. Sie zweigte im Bahnhof München-Freimann vom Münchner Nordring ab und führte zum Bahnhof München-Schwabing. Die Königlich Bayerischen Staatseisenbahnen nahmen die Strecke 1909 als Teil der Lokalbahn Johanneskirchen–Schwabing in Betrieb. Sie wurde ausschließlich im Güterverkehr befahren. 1987 und 1995 wurde die Strecke in zwei Schritten stillgelegt.

## Geschichte
Am 1. Oktober 1901 nahmen die Königlich Bayerischen Staatseisenbahnen eine erste Lokalbahn vom Bahnhof Moosach über Milbertshofen zum neu errichteten Güterbahnhof München-Schwabing im Norden von München in Betrieb. Bereits kurz nach der Eröffnung setzten sich Münchner Industrielle dafür ein, Schwabing durch eine weitere, nach Osten führende Strecke an den Münchner Ostbahnhof anzubinden und dadurch eine Ringbahn herzustellen. Im Zuge der geplanten Lokalbahn vom Ostbahnhof nach Ismaning konnte diese Verbindung kostengünstig als Zweigstrecke ab Johanneskirchen verwirklicht werden.
Am 10. August 1904 genehmigte der Bayerische Landtag die Errichtung der 7,57 km langen Lokalbahn von Johanneskirchen nach Schwabing, die ausschließlich dem Güterverkehr dienen sollte. Die Bauarbeiten an der Zweigstrecke begannen 1907. Auf den letzten zwei Kilometern vor dem Bahnhof Schwabing wurde sie parallel zur bestehenden Strecke Moosach–Schwabing trassiert. Als einzige Zwischenstation entstand eine Haltestelle in Freimann. Am 5. Juni 1909 nahmen die Bayerischen Staatseisenbahnen den planmäßigen Betrieb auf der Lokalbahn Johanneskirchen–Schwabing auf. Nullpunkt der Streckenkilometrierung war München Ostbahnhof, sodass die Haltestelle Freimann bei Kilometer 11,295 und der Endbahnhof München-Schwabing bei Kilometer 14,857 lag.
Mit dem Ausbau der Ringbahn zum Münchner Nordring integrierte die Deutsche Reichsbahn den Streckenabschnitt Johanneskirchen–Freimann zum 1. Oktober 1939 in die durchgehende Hauptbahn Steinwerk–München-Trudering. Der verbliebene, 3,55 km lange Abschnitt von Freimann nach Schwabing erhielt eine neue Streckenkilometrierung mit Nullpunkt im Bahnhof Freimann. Während bis dahin nur im Endbahnhof Schwabing private Gleisanschlüsse vorhanden waren, richtete die Deutsche Reichsbahn 1941 zwischen Freimann und Schwabing eine erste Anschlussstelle auf freier Strecke ein; in den 1950er Jahren kamen weitere Anschlussstellen hinzu. Nach Ende des Zweiten Weltkriegs wurde die Verbindung von Milbertshofen nach Schwabing nicht mehr in Betrieb genommen und 1947 stillgelegt, sodass der Bahnhof Schwabing nun ausschließlich von Freimann zu erreichen war.
Aufgrund der Schließung von Industriebetrieben in Schwabing und der Verkehrsverlagerung auf die Straße verlor die Strecke ab den 1960er Jahren stark an Bedeutung. Am 26. Mai 1974 stellte die Deutsche Bundesbahn die Nebenbahn Freimann–Schwabing auf Zugleitbetrieb um. Ab dem 3. Juni 1984 betrieb sie die Strecke wieder im Zugmeldebetrieb nach regulärer Fahrdienstvorschrift. Nachdem der letzte Gleisanschluss im Bahnhof Schwabing im Oktober 1984 gesperrt worden war, leitete die Deutsche Bundesbahn am 9. Januar 1986 das Verfahren zur Stilllegung des Abschnitts südlich des Streckenkilometers 2,4 ein. Am 1. November 1987 legte sie den Abschnitt vom Kilometer 2,4 bis zum Bahnhof München-Schwabing still. Bis August 1988 wurde das Streckengleis abgebaut und im Januar 1990 die Brücke über die Schenkendorfstraße abgebrochen. Der nördliche Abschnitt der Strecke blieb zunächst für die Bedienung der Gleisanschlüsse in Betrieb. Der letzte verbliebene Gleisanschluss zur Funkkaserne wurde im April 1992 gekündigt. Zum 1. September 1995 legte die Deutsche Bahn den verbliebenen Streckenabschnitt von München-Freimann zum Kilometer 2,4 still.
Von 2007 bis 2009 errichtete die Stadt München auf der brach liegenden Bahntrasse zwischen dem Frankfurter Ring und dem Gelände des Bahnhofs Schwabing eine Straßenbahnstrecke, die von der Linie 23 befahren wird. Für die Straßenbahn entstand anstelle der abgebrochenen Eisenbahnbrücke eine neue Schrägseilbrücke über die Schenkendorfstraße.

## Streckenbeschreibung
Die Strecke begann bei Streckenkilometer 0,0 (ursprünglich 11,295) im Bahnhof München-Freimann. Am westlichen Bahnhofskopf verließ sie den Münchner Nordring und bog entlang des Heizkraftwerks Freimann nach Süden ab. Mit einem Bahnübergang querte die Strecke bei Kilometer 1,55 den Frankfurter Ring. Direkt südlich des Bahnübergangs, westlich der Funkkaserne, traf sie auf die Bahnstrecke von Moosach nach Schwabing und verlief parallel zu dieser geradlinig nach Süden. Auf einer Brücke überquerte sie die Schenkendorfstraße, einen Teilabschnitt des Mittleren Rings, und endete bei Kilometer 3,554 (ursprünglich 14,857) im Bahnhof München-Schwabing. Im Nordkopf des Bahnhofs Schwabing zweigte bis 1949 eine 3 km lange Anschlussbahn zur Lokomotiven- und Maschinenfabrik J.A. Maffei aus dem Streckengleis ab.

## Verkehr
In den ersten Betriebsjahren stieg das Verkehrsaufkommen auf der Strecke stetig an. 1924 wurde sie durch ein täglich verkehrendes Güterzugpaar von München-Moosach über München-Schwabing nach München Ost bedient, das mit einer Höchstgeschwindigkeit von 30 km/h verkehrte.
Ab 1941 bediente die Deutsche Reichsbahn entlang der Strecke den Baustoffhändler Dahmit und ab 1942 ein Treibstofflager des Unternehmens Raab Karcher, die über eine Anschlussstelle mit gemeinsamem Stammgleis angebunden waren. Im Betriebsjahr 1947 wurden an Raab Karcher 9366 Güterwagen, 1974 dann 17.898 Wagen zugestellt. Für Rangierarbeiten innerhalb des Anschlusses war eine eigene Kleinlokomotive vorhanden. Die Deutsche Bundesbahn richtete in den 1950er Jahren Gleisanschlüsse zu einem Großtanklager von Shell, zur Funkkaserne und zum 1958 in Betrieb genommenen Apparatewerk München Nord der Siemens-Schuckertwerke ein. Das Apparatewerk wurde mit jährlich etwa 500 Güterwagen bedient.
1970 führte die Deutsche Bundesbahn zwischen Freimann und Schwabing an Werktagen bis zu 14 reguläre Zugfahrten und drei Sperrfahrten zur Bedienung der Anschlussstellen durch. In den Folgejahren ging das Güterverkehrsaufkommen stetig zurück. Am 11. Oktober 1984 stellte die Deutsche Bundesbahn den Güterverkehr im Bahnhof München-Schwabing ein. Die Anschlüsse zum Shell-Tanklager und zu Siemens wurden bis in die 1980er Jahre bedient. Die Bedienung des Anschlusses von Raab Karcher wurde im Dezember 1990 eingestellt, als das dortige Öltanklager zum Bahnhof München-Milbertshofen verlegt wurde. Mit der Kündigung des Gleisanschlusses zur Funkkaserne endete 1992 der Güterverkehr auf der Strecke.